# Karla Prodan
Karla Prodan (ur. 29 sierpnia 1998) – chorwacka judoczka. Olimpijka z Tokio 2020, gdzie zajęła dziewiąte miejsce w wadze półciężkiej.
Uczestniczka mistrzostw świata w 2019 i 2021. Startowała w Pucharze Świata w 2017 i 2019. Brązowa medalistka mistrzostw Europy w 2020. Mistrzyni Chorwacji w 2015 i 2018 roku.

## Letnie Igrzyska Olimpijskie 2020
| Konkurencja | Rundy eliminacyjne     | Rundy eliminacyjne         | Klas. końcowa |
| Konkurencja | Przeciwnik I           | Przeciwnik II              | Miejsce       |
| ----------- | ---------------------- | -------------------------- | ------------- |
| 78 kg       | Jovana Peković (MNE) Z | Kaliema Antomarchi (CUB) P | 9.            |

## Mistrzostwa świata w judo

### Tokio 2019
- Przegrała z Ma Zhenzhao z Chin i odpadła z turnieju[8].

### Budapeszt 2021
- Wygrała z Ekwadorką Vanessą Chalą, a przegrała z Madeleine Malongą z Francji[9].